# Gorgoneion
För en asteroidmåne, se Gorgoneion (måne).

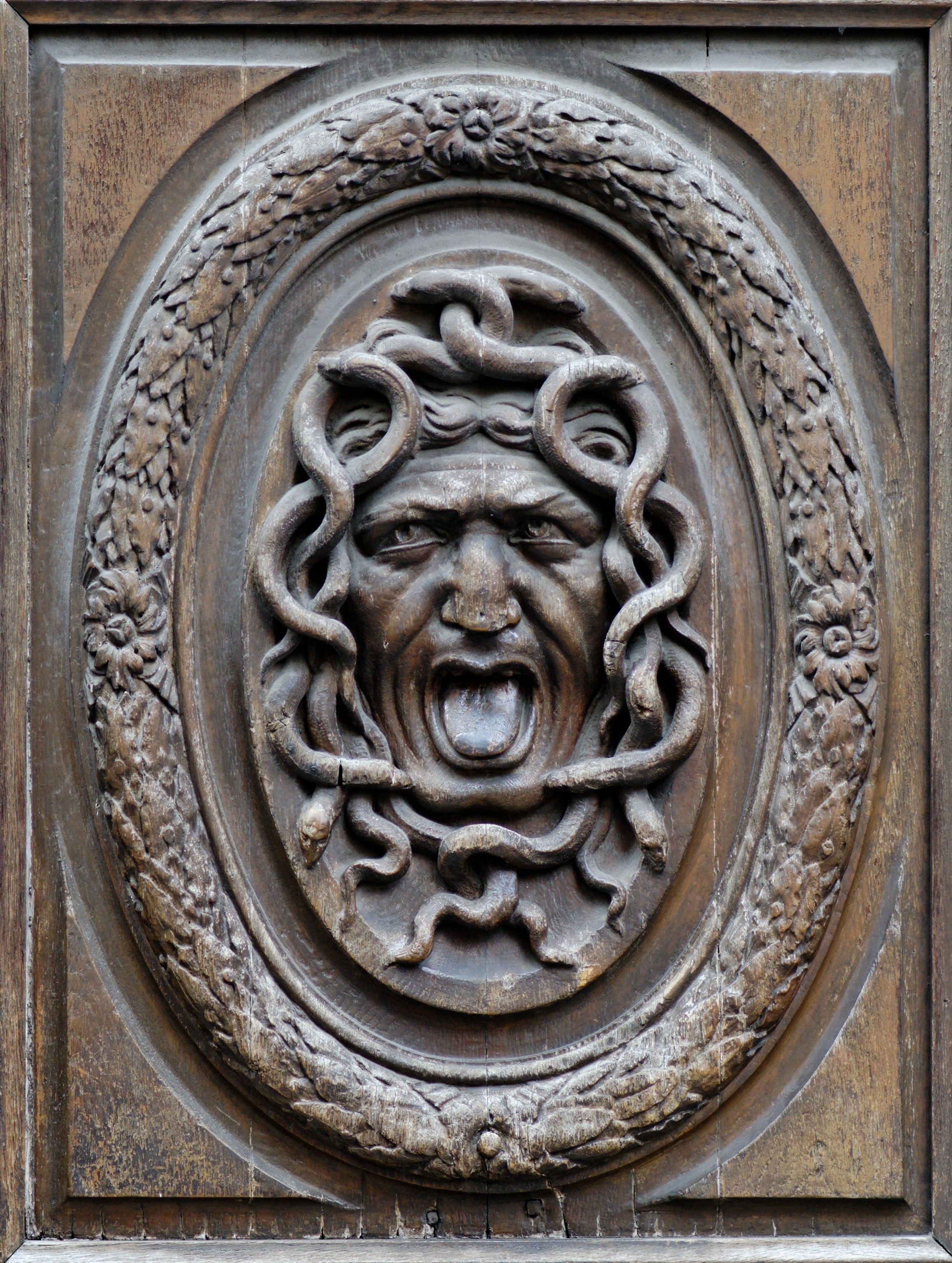
Gorgoneion

Gorgoneion är gorgonen Medusas avhuggna huvud som återfinns på Zeus och Athenas sköldar samt i andra avbildningar.
I antikens Grekland användes bilder av monster med stirrande ögon, vilt hår och stora gapande munnar med utstickande tungor som magiska skyddsföremål. Det kunde vara som ett smycke, eller en bild på en dörrpost.